# Tajikarao
 (mai 2021).
Si vous disposez d'ouvrages ou d'articles de référence ou si vous connaissez des sites web de qualité traitant du thème abordé ici, merci de compléter l'article en donnant les références utiles à sa vérifiabilité et en les liant à la section « Notes et références ».
Tajikarao (タジカラオ) ou Ame-no-Tajikarao (アメノタジカラオ), est un dieu dans le shintoïsme. Le nom de Tajikarao signifie le pouvoir de la main du ciel.
Ame-no-Tajikarao s'écrit 天手力男神 dans le Kojiki, et 天手力雄神 dans le Nihon Shoki.

## Description mythologique

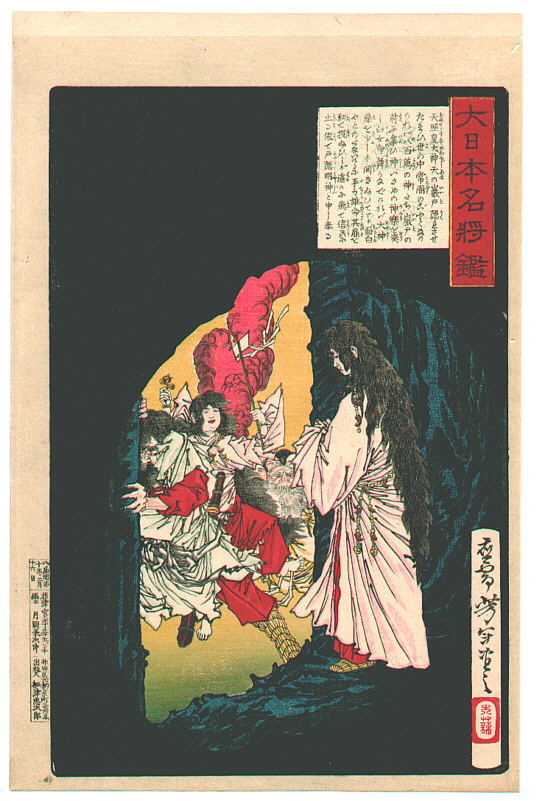
Amaterasu apparaissant de la grotte

Lors de l'événement de Amano-Iwato (天岩戸, littéralement «grotte céleste»), Tajikarao a attendu à la porte de la grotte pour extraire (dans le Nihon Shoki et le Kogo Shūi, 'ouvrir à') Amaterasu (天照) de la grotte, et ainsi rendre la lumière au monde.
Selon Kojiki, Tajikarao a reçu, avec les divinités Omoikane et Ame-no-Iwatowake, l'ordre d'accompagner le Petit-enfant céleste et ses compagnons, Futodama et autres composant les chefs des cinq clans, dans sa descente Tenson kōrin.
Pendant le Tenson kōrin, Amaterasu a fait accompagner avec Omoikane, Ame-no-Tajikarao et Ama-no-iwato-wake-no-mokoto (aussi appelé Ame-no-Iwatowake) les insignes sacrées impériales du Japon. C'est pendant cette période que Tajikarao est allé dans la Province d'Ise pour être enchâssé au Grand Sanctuaire d'Ise.
Dans la généalogie du clan Mochizuki (望月氏), il est le petit-fils de la divinité Kamimusubi (神産巣日) et l'ancêtre d'un clan de l'ancien royaume de Ki-no-kuni-miyatsuko (紀国造), qui est de nos jours la Préfecture de Wakayama, d'après le Shinsen Shōjiroku (新撰姓氏録, "Nouvelle sélection et enregistrement de Titres et noms de famille").
Cependant, dans un autre texte généalogique, Tajikarao semble être l'enfant de Ame-Yagokoro-Omoikane-no-mikoto (天八意思兼命 - un autre nom de la divinité Omoikane (思兼 ou 思金), qui est le lointain ancêtre honoré du clan Achinohōri). Bien qu'en relation avec ce clan, inscrit dans un autre texte, l'enfant d'Omoikane Ame-no-Uwaharu-no-mikoto (天表春命) ne fait aucunement référence à Ame-no-Tajikarao et son nom n'est inscrit nulle part dans cet arbre généalogique.
Ses propres prêtres shintoïstes pensent que Ame-no-Tajikarao-no-Mikoto était à l'origine un protecteur de l'agriculture (peut-être car ce dernier a ramené la lumière du soleil dans le monde, ou peut-être car les paysans ont besoin d'être en forme physiquement pour travailler efficacement dans les champs). Étrangement, ce dieu est souvent associé à Sugawara no Michizane, en tant que le dieu Tenjin.

## Explication
Le nom Ame-no-Tajikarao porte la connotation d'un dieu masculin avec une force brute physique extrême et surmontable.

## Sanctuaires
On pense que Tajikarao est un dieu du sport et de la puissance physique, et est enchâssé dans les sanctuaires associés :
- sanctuaire d'Ise, à Ise, préfecture de Mie
- Togakushi-jinja, à Nagano, préfecture de Nagano
- sanctuaire Sana (佐那神社?), dans le district de Taki, préfecture de Mie
- sanctuaire Iwatowake (伊波止和気神社?), dans le district d'Ishikawa, préfecture de Fukushima
- sanctuaire Haseyamaguchisuwa (長谷山口坐神社?), à Sakurai, Préfecture de Nara
- sanctuaire Shiroi (白井神社?), à Amagasaki, préfecture de Hyōgo
- sanctuaire Oyama (雄山神社?), dans le district de Nakaniikawa, préfecture de Toyama
- sanctuaire Tejikarao (手力雄神社?), à Gifu, préfecture de Gifu
- sanctuaire Tejikarao (手力雄神社?), à Kakamigahara, préfecture de Gifu
- sanctuaire Ōmatsuri-ame-no-iwatohiko (大祭天石門彦神社?), à Hamada, préfecture de Shimane
- sanctuaire Ama-no-iwatowake Yasukutama-nushi-amatsukami (天石門別安國玉主天神社?), dans le district de Takaoka, préfecture de Kōchi
- sanctuaire Toake (戸明神社?), à Kitakyushu, préfecture de Fukuoka
- sanctuaire Ame-no-ta-nagao (天手長男神社?), à Iki, préfecture de Nagasaki
- sanctuaire Takuzudama (多久頭魂神社?), à Tsushima, préfecture de Nagasaki

Au Togakushi-jinja, une légende raconte que la porte de la grotte que Tajikarao a jetée a atterri sur le mont Togakushi (戸隠山) dans la province de Shinano.